# Fort M Twierdzy Warszawa

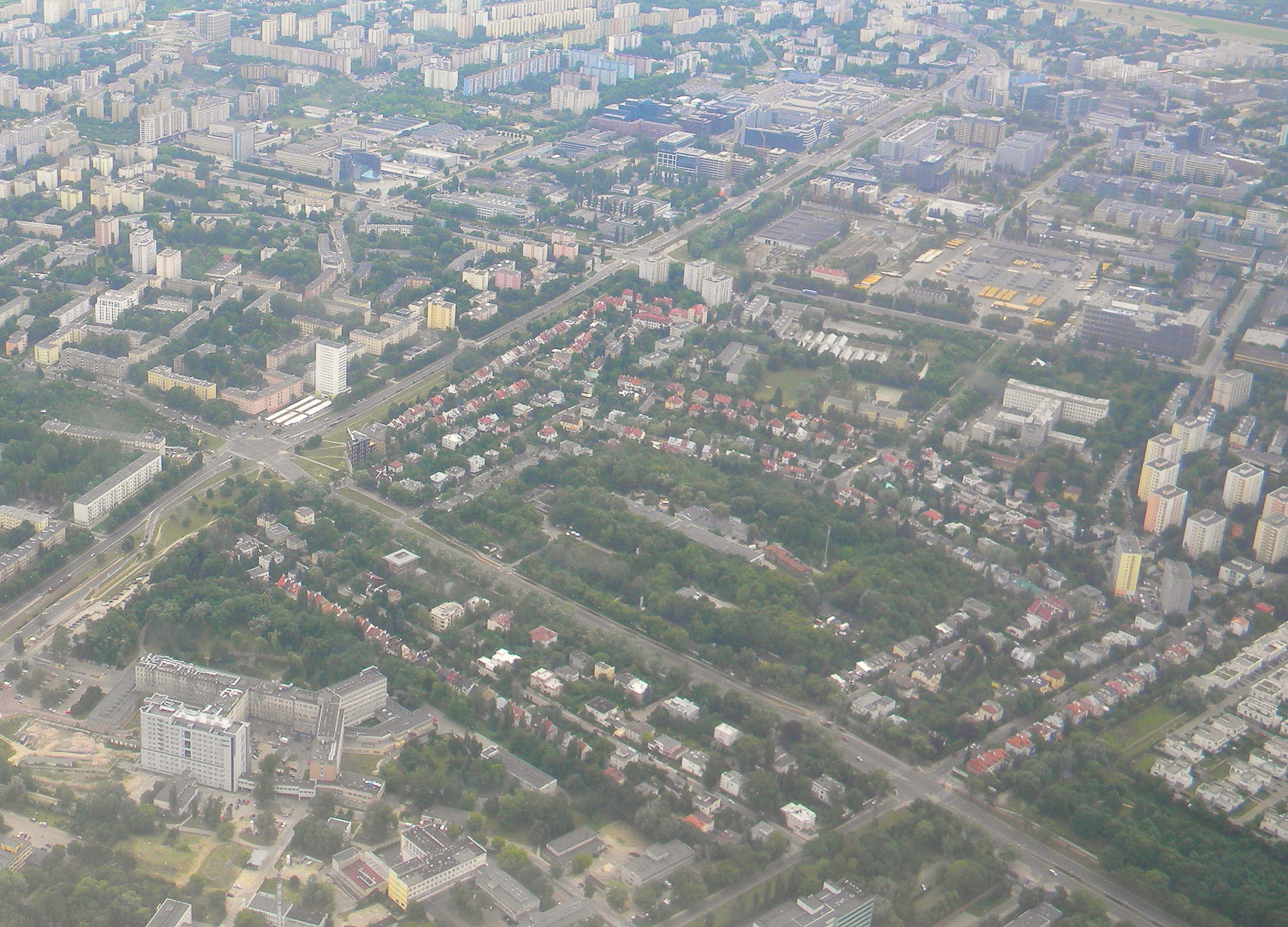
Widok z lotu ptaka

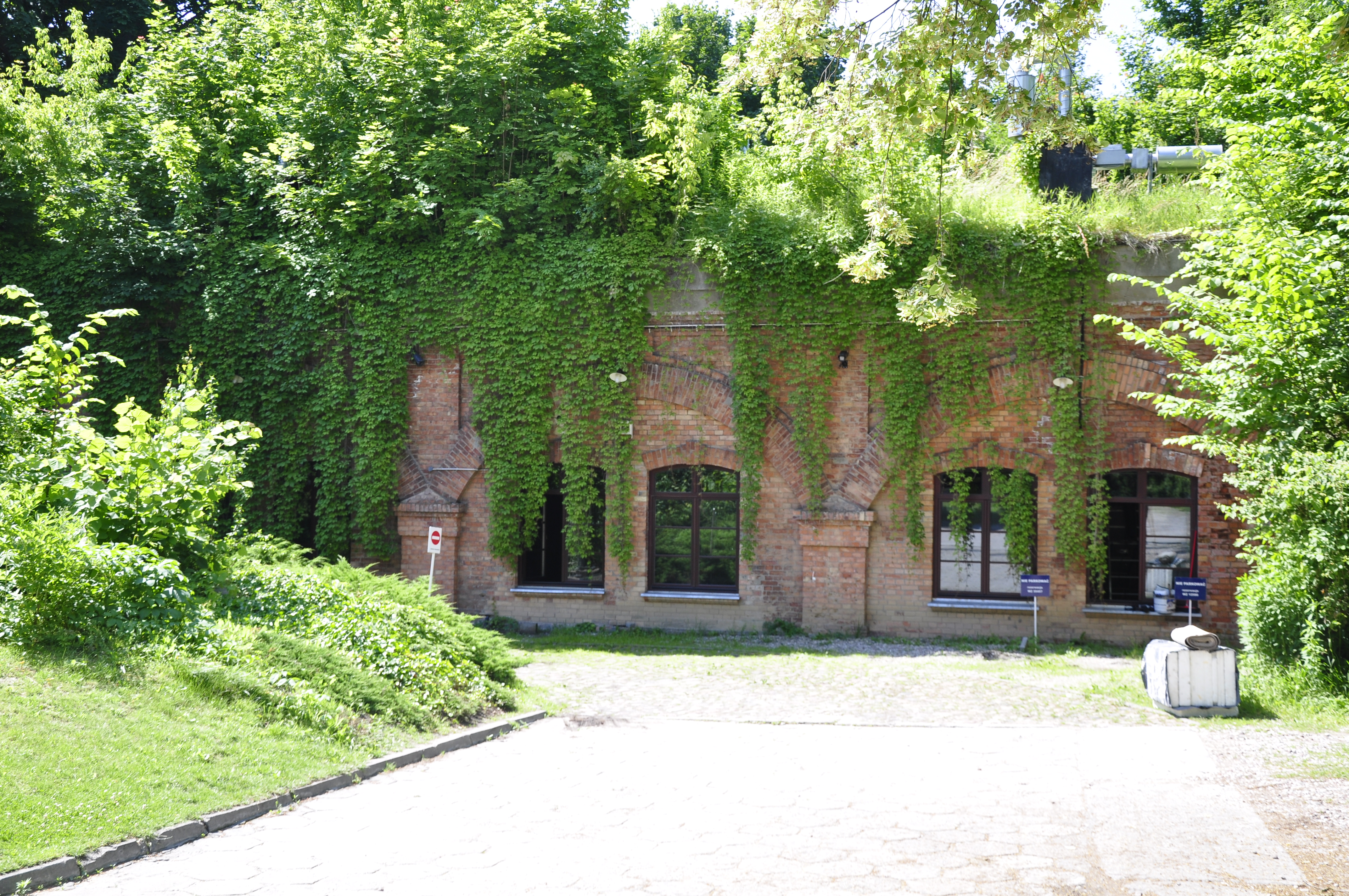
Fort w 2010

Fort M, także fort Mokotów – fort pierścienia wewnętrznego Twierdzy Warszawa, wzniesiony w latach 80. XIX wieku, znajdujący się przy ul. Racławickiej 99.

## Opis
Fort został wzniesiony w pobliżu wsi Mokotów, bezpośrednio po południowej stronie obecnej ulicy Racławickiej. Było to typowe umocnienie o narysie regularnego pięcioboku z suchą fosą. Fosy broniły ceglane kaponiery. Po modernizacji twierdzy w latach 1889–1892 fort przeznaczono na cele magazynowe; z tego względu wybudowano w nim dodatkowe schrony magazynowe. 
Po roku 1909, kiedy została zatwierdzona formalna likwidacja twierdzy, zburzono część umocnień, pozostawiając jednak wszystkie schrony i koszary. 
W okresie międzywojennym w forcie mieściły się stacje nadawcze Polskiego Radia (w grudniu 1926 zakończono tam montaż radiostacji Warszawa II o mocy 12 kW). Z tego względu fort był silnie bombardowany przez Niemców w czasie obrony miasta we wrześniu 1939 roku. W trzeciej dekadzie września toczono o niego ciężkie walki. 25 września niemiecka 10 Dywizja Piechoty zaatakowała fort, broniony przez kompanię IV batalionu 21 Pułku Piechoty „Dzieci Warszawy”. Niemieccy żołnierze wdarli się na wały; resztki polskiej załogi walczyły wewnątrz fortu do rana 26 września.
Po II wojnie światowej, od 1961 r. do końca lat 80. XX w., w forcie mieściły się Zakłady Radiowe i Telewizyjne „Zarat”, producent telewizyjnych i radiowych urządzeń nadawczych. Obecnie fort jest otoczony zabudową mieszkalną wzdłuż ulic: Balonowej, Olimpijskiej i Płatowcowej, zaś sam jest wykorzystywany jako siedziba przedsiębiorstw.
Fort wpisany jest do rejestru zabytków jako: fort „Mokotów I”, ul. Racławicka 99, 1883, nr rej.: 808 z 12.03.1975.